# Ijpura
Ijpura fou un estat tributari protegit de l'agència de Mahi Kantha a la presidència de Bombai. Estava format per 1 sol poble, amb 342 habitants el 1901. Els seus ingressos s'estimaven en 3.051 rúpies el 1900, pagant un tribut de 239 rúpies al Gaikwar de Baroda.